# 構造改革特別区域一覧
構造改革特別区域一覧（こうぞうかいかくとくべつくいきのいちらん）は、構造改革特別区域に認定された特区の一覧である。

## 北海道地方

### 北海道
- 医師臨床研修推進特区
- 港湾物流特区
- ビジネスフロンティア育成特区
- 釧路･白糠次世代エネルギー特区
- 文化と人が響き合う清水町教育特区

## 東北地方

### 青森県
- 環境･エネルギー産業創造特区

### 岩手県
- 港湾物流特区

### 山形県
- かみのやまワイン特区

### 福島県
- 川内村教育特区

## 関東地方

### 茨城県
- 大子町教育特区
- 広域連携物流特区
- 高萩市教育特区
- つくば市教育特区

### 栃木県
- 塩谷町教育特区
- 那須塩原市個性き・ら・り教育特区
- 宇都宮にぎわい特区（MEGAドン・キホーテ ラパーク宇都宮店、トナリエ宇都宮）

### 埼玉県
- 渋沢記念深谷人づくり特区

### 千葉県
- キャリア人材育成特区

### 東京都
- キャリア教育推進特区
- 専門職育成特区

### 神奈川県
- 医師臨床研修推進特区
- 国際ITビジネス交流特区
- 国際環境特区
- 都市型大学推進特区

## 中部地方

### 石川県
- 美川サイバータウン教育特区

### 長野県
- 上田市コミュニティー教育・交流特区

### 岐阜県
- 幼児教保育特区

### 静岡県
- 吉田町教育特区

### 愛知県
- 地方競馬ミニ場外特区

## 近畿地方

### 三重県
- 伊賀市意育教育特区
- 伊勢志摩インターネット高校特区
- 志摩自然学校特区

### 大阪府
- ビジネス人材育成特区

### 兵庫県
- 海と森と人が輝く相生市教育特区
- グリーンツーリズム特区
- 国際みなと経済特区
- 先端医療産業特区
- 養父市教育特区

## 中国地方

### 岡山県
- キャリア教育特区
- 御津町教育特区

### 広島県
- 尾道市人間教育特区
- ビジネス人材養成特区

## 四国地方

### 愛媛県
- 愛媛県東予地域外国人研究生受入れ特区

## 九州・沖縄地方

### 福岡県
- 北九州市国際物流特区
- 福岡アジアビジネス特区

### 熊本県
- 御所浦町教育特区
- 南阿蘇村教育特区

### 大分県
- OA高度情報化特区
- 大分臨海コンビナート活性化特区